# Landstorm (KNIL)
De Landstorm van het Koninklijk Nederlandsch-Indisch Leger was een Nederlandse militaire formatie in Nederlands-Indië. Het legeronderdeel werd opgericht na de Duitse invasie van Nederland in mei 1940 en bleef bestaan tot de Japanse bezetting van Nederlands-Indië in maart 1942.

## Geschiedenis
De eerste berichten over de mobilisatie van de Landstorm verschenen op 20 mei 1940, tien dagen na de Duitse inval in Nederland. Namens legercommandant G.J. Berenschot werd een buitengewone opkomst voor oefening afgekondigd voor reeds geoefende landstormplichtigen. Deze groep bestond uit voornamelijk mannen die eerder hun dienstplicht hadden vervuld en nu opnieuw werden opgeroepen.
De eerste opkomsten vonden plaats op 24 en 27 mei 1940. De landstormplichtigen moesten zich melden op vier centrale locaties: Batavia, Bandoeng, Soerabaja en Malang, waar zij een drie weken durende infanterietraining volgden. Na afloop gingen de meeste deelnemers met verlof, met het oog op latere heroproep. Op 18 september van datzelfde jaar vond een tweede opkomstmoment plaats.
De opgeroepen landstormplichtigen kwamen onder meer uit de regentschappen: Batavia, Meester Cornelis, Bandoeng, Soemedang, Soerabaja, Lamongan, Sidoarjo, Djombang, Modjokerto, Pasoeroean, Malang, Probolinggo en Loemadjang.

## Organisatie
De Landstorm werd georganiseerd in meerdere eenheden, elk onder leiding van voornamelijk gepensioneerde of reserveofficieren van de infanterie. Landstormplichtigen konden tijdens hun diensttijd worden bevorderd tot de rang van sergeant van de 1e klasse, wat vaak de hoogste praktische rang was binnen de compagnieën. Daarnaast bestond voor geschikte landstormers de mogelijkheid om opgeleid te worden tot hogere onderofficiersrangen of tot reserveofficier, zoals de rang van tweede luitenant. Voor benoemingen tot reserveofficier golden aanvullende eisen op het gebied van opleiding, bekwaamheid en maatschappelijke ontwikkeling.
| Landstormafdeling           | Commandant(en) |
| --------------------------- | --- |
| Batavia (Landstorm I en IV) | - Luitenant-kolonel Jan Biegel (aug. 1940 – juni 1941) - Luitenant-kolonel Abel Hamming (okt. 1941 – mrt. 1942)                                   |
| Bandoeng                    | - Luitenant-kolonel Adriaan Willem Allirol (sept. – dec. 1941) - Luitenant-kolonel Abraham Johannes Hillen (dec. 1941 – mrt. 1942)                |
| Malang (Landstorm III)      | - Reserve luitenant-kolonel Karel Drost (sept. 1941 – mrt. 1942)                                                                                  |
| Soerabaja                   | - Luitenant-kolonel Thomas Ferdinand Josephus Metsers (apr. – sept. 1941) - Reserve majoor Melis Cato van Daalen Wetters (sept. 1941 – mrt. 1942) |
| Semarang                    | - Luitenant-kolonel Frans Willem Osten (aug. 1940 – mrt. 1942)                                                                                    |

Er bestonden ook landstormafdelingen in Kediri, Tegal, Djember, Soekaboemi, Madioen en Solo.